# 櫂未知子
櫂 未知子（かい みちこ、1960年9月3日 - ）は、日本の俳人。「群青」共同代表、俳人協会理事。
北海道余市郡出身。当初は短歌を学んだがのちに俳句に転向、転向後しばらくは、口語表現を生かしつつ、男女の性愛や、強さとエレガンスを持つ女性像を描き出した作品で知られる。近年では口語表現から、文語表現にシフト。代表句に「春は曙そろそろ帰つてくれないか」「佐渡ヶ島ほどに布団を離しけり」「雪まみれにもなる笑つてくれるなら」「一瞬にしてみな遺品雲の峰」「地吹雪や蝦夷はからくれなゐの島」などがある。

## 経歴
北海道余市郡余市町に生まれる。北海道小樽潮陵高等学校時代より詩を作っては投稿をしていた。1980年、一浪ののち青山学院大学文学部日本文学科入学。1984年、同大学院文学研究科博士課程日本文学日本語専攻に進学、1991年、修業年限満了。1987年より、大学院の知人の誘いで武川忠一主宰の「音」短歌会に入会。1989年、タイプの違う歌が作りたくなり塚本邦雄主宰の「玲瓏」短歌会にも入会。翌年、「あなたの歌は五七五で終わっている」という玉井清弘の指摘をきっかけに、大牧広主宰の「港」俳句会に入会。1991年からは短歌会を退会し、以後句作に専念。1992年、「港」新人賞。のち同人賞、評論賞なども受賞する。この年、前年に入院していた父が死去。
1993年から95年にかけ、断続的にイギリスに滞在。1996年第一句集『貴族』出版。1997年、佐佐木幸綱に出会い、短歌結社「竹柏会」（歌誌「心の花」）に入会。同年『貴族』にて第二回中新田俳句大賞受賞。また復本一郎の推挙で神奈川大学経営学部非常勤講師となる。1998年、中原道夫の「銀化」創刊に伴い入会、同人。1999年「港」退会。2000年、第二句集『蒙古斑』出版。この年夫と別れ、10月に再婚。2004年、『季語の底力』により俳人協会評論新人賞受賞。2013年、佐藤郁良と共に俳句同人誌「群青」を設立、以後共同代表。2018年、第三句集『カムイ』で第57回俳人協会賞受賞、第10回小野市詩歌文学賞受賞、第52回蛇笏賞候補。俳人協会理事。国際俳句交流協会、日本文藝家協会会員。
2002年、奥坂まやが『俳句研究』9月号において、櫂の『蒙古斑』収録句「いきいきと死んでゐるなり水中花」によく似た「いきいきと死んでをるなり兜虫」という句を、櫂の作品を知りながら敢えて発表した。これに対し櫂は同誌11月号において「奥坂まやさんに問う―俳句のオリジナリティーとは―」を掲載し抗議。奥坂は同じ号に自分の非を認める謝罪文を掲載し自作を抹消したが、実は、櫂及び奥坂の両句には「新鮮に死んでいるなり桜鯛」（池田澄子）という先行句があった。このことは類句の問題をめぐって俳壇を刺激し、両者作への賛否を含め様々な意見を呼ぶ。

## 著書
句集
- 『貴族』（邑書林、1996年）
- 『蒙古斑』（角川書店、2000年）
- 『カムイ』（ふらんす堂、2017年）

選集
- 『セレクション俳人06 櫂未知子集』（邑書林、2003年）

その他
- 『季語の底力』（日本放送出版協会、2003年）
- 『食の一句』（ふらんす堂、2005年）
- 『言葉の歳事記』（日本放送出版協会、2007年）
- 『俳句力 上達までの最短コース』（角川書店、2009年）
- 『季語、いただきます』（講談社、2012年）
- 『十七音の旅　余市、北海道、日本』（北海道新聞社、2021年）

## メディア出演
- NHK俳句（2017年度、2018年度、2020年度、2021年度選者、第4週「俳句さく咲く!」担当）